# Huerta Grande, Argentina
Huerta Grande är en ort i Argentina.   Den ligger i provinsen Córdoba, i den centrala delen av landet, 700 km nordväst om huvudstaden Buenos Aires. Huerta Grande ligger 997 meter över havet och antalet invånare är 5 630.
Terrängen runt Huerta Grande är huvudsakligen kuperad, men den allra närmaste omgivningen är platt. Närmaste större samhälle är Cosquín, 19,0 km söder om Huerta Grande.
Trakten runt Huerta Grande består i huvudsak av gräsmarker. Runt Huerta Grande är det ganska tätbefolkat, med 75 invånare per kvadratkilometer.